# 필립 그레이엄

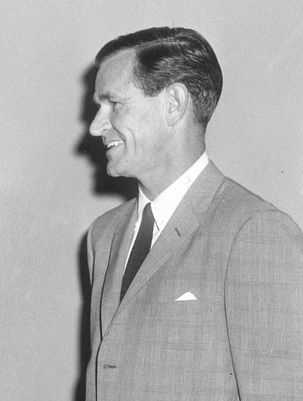

필립 그레이엄(Phil Graham, 1915년 7월 18일 ~ 1963년 8월 3일)은 미국의 신문기자이다. 사우스다코타주 루터교회 가정에서 태어나 마이애미에서 자랐다. 워싱턴 포스트와 모회사 워싱턴 포스트 컴퍼니의 출판자이자 이후 공동 오너를 역임했다. 유진 마이어의 딸 캐서린 그레이엄과 혼인했다.